# Josep Maria Fontboté i Mussolas
Josep Maria Fontboté i Mussolas (Barcelona, Barcelonès, 8 de juny de 1921 - Sant Boi de Llobregat, Baix Llobregat, 23 de setembre de 1989) fou un geòleg català.

## Biografia
Estudia el batxillerat al col·legi de Sant Miquel, dels Missioners del Sagrat Cor, on treu molt bones notes i aprèn bé el francès. Va acabar-lo durant la Guerra Civil Espanyola, de l'escola van recomanar a la família que anés a la universitat. A causa de la guerra, no va poder-hi entrar, per això va fer un curs d'alemany, un de mecanografia i taquigrafia i un de practicant, que va fer que durant una època de la guerra treballés a l'Hospital Clínic amb els doctors Joaquim Trias i Moisès Broggi. Va salvar-se per poc d'anar al front amb la Lleva del Biberó. Acabada la guerra, sota la dictadura franquista va haver de revalidar el batxillerat.
L'any 1939 inicià els estudis universitaris, a la Facultat de Ciències de la Universitat de Barcelona. Es llicencià en Ciències Naturals el 1943 amb premi extraordinari, just quan tornava de la Universitat de Granada, com a catedràtic, Lluís Solé i Sabarís, que el va incorporar al seu equip. Allà hi coneix la geògrafa Montserrat Rubió i Lois (filla de Jordi Rubió), amb qui es va casar el 1951.
L'any 1952 va presentar la tesi a la Universitat Central de Madrid, tal com s'havia de fer en aquell temps, sobre les roques magmàtiques. Tot i això, es decantà cap als estudis de tectònica.

## Activitat professional
L'any 1954 guanya la plaça de catedràtic de geologia a la Universitat de Granada. Allà aconsegueix crear la secció de geologia, com ja s'havia fet a Barcelona i Madrid. Granada va ser un punt de trobada de geòlegs de tot el món, que hi anaven a estudiar la branca alpina del sud de la península. Això va permetre una obertura dins de l'ostracisme de les universitats espanyoles de l'època. Al llarg d'aquests 25 anys, va aconseguir situar el grup de geologia de Granada al mateix nivell del de la resta d'universitats europees.

Ja amb 60 anys, retorna a Catalunya en guanyar, el 1978, la plaça de catedràtic de geomorfologia i tectònica a la Universitat de Barcelona que acabava de deixar, en jubilar-se, el seu mestre Solé i Sabarís.